# Casalini Sulky
Il Sulky è un autoveicolo prodotto dall'azienda piacentina Casalini. Si distinse subito per una serie di caratteristiche per le quali oggi può essere ritenuto il capostipite delle minicar: taglia ridotta (circa 240 cm di lunghezza), 3 ruote di cui una anteriore e 2 posteriori (similmente all'Ape della Piaggio, da cui fu ispirata anche la piattaforma meccanica), possibilità per alcune versioni di essere guidato senza patente.

## Contesto
Usualmente montava un motore 50cc a due tempi, e giunse ad avere 4 marce più la retromarcia. Con 2 litri di carburante (miscela olio-benzina) poteva percorrere 100 km.
Dal 1970 ne furono realizzate quattro serie a 3 ruote, poi in osservanza delle normative europee nel 1994 ne venne realizzata la versione a 4 ruote denominata Sulki Kore 500 con motore diesel da 500 cc. 
Nel 1996 viene presentata l’erede, la Casalini Ydea. Tale modello in alcune versioni venne ribattezzato Sulkydea e nel 2008 divenne nuovamente Sulky. La denominazione non venne più utilizzata dal 2010 quando venne presentata la Casalini M10.